# Сражение при Вероне (489)
Сраже́ние при Веро́не (итал. Battaglia di Verona) — одно из сражений остготского завоевания Италии, состоявшееся 27 сентября 489 года около города Верона. Войско остготов под командованием короля Теодориха Великого одержало победу над войском короля Италии Одоакра.

## Ход событий
Основными нарративными источниками о сражении при Вероне являются «Панегирик Теодориху» Эннодия и сведения, содержащиеся в хронике Анонима Валезия. О связанных с битвой событиях сообщается также в «Старших Венских фастах», «Копенгагенском продолжении „Хроники“ Проспера Аквитанского», «Хронике» Кассиодора, «О происхождении и деяниях гетов» Иордана, «Войне с готами» Прокопия Кесарийского и «Церковной истории» Захарии Ритора.
После победы остготов в августе 489 года в сражении на реке Изонцо войско Теодориха начало преследование отступавшего Одоакра. Противники снова встретились в сентябре этого же года вблизи города Верона в Северной Италии. Это произошедшее 27 сентября или 30 сентября 489 года столкновение стало второй битвой между остготами и итальянцами в ходе остготского завоевания Италии.
Поэт Магн Феликс Эннодий, в начале VI века написавший панегирик Теодориху Великому, оставил подробный рассказ о ходе битвы. Согласно его сведениям, войско остготов было построено в одну линию. Позади боевого порядка остготов располагался обоз с находившимися там женщинами и детьми. Воины Теодориха первыми бросились на врага, но их атака была отбита. После этого войско Одоакра само перешло в наступление и одержало бы победу, если бы не военный талант Теодориха. Король остготов лично участвовал в схватках, показывая своим воинам примеры храбрости и отваги. После того как воины Одоакра, завлечённые Теодорихом к остготскому лагерю, были окружены с флангов, они поддались панике и обратились в бегство. Многие из италийцев погибли, так и не сумев переправиться на другой берег реки Адидже. Таким образом остготы, несмотря на гибель многих воинов, сумели одержать в сражении полную победу. Одоакр, войско которого в двух битвах понесло тяжёлые потери, был вынужден 30 сентября укрыться в Равенне.
Победа при Вероне позволила Теодориху установить свою власть над землями долины реки По, включая города Павия и Милан. Она также способствовала переходу на сторону короля остготов некоторых военачальников Одоакра (в том числе, военного магистра Туфы) и признанию Теодориха североитальянской знатью законным представителем императора Византии Зинона в Италии.
Однако новый переход Туфы на сторону Одоакра осенью 489 года заставил Теодориха Великого прекратить активные военные действия и отступить в Павию. Здесь он был осаждён войском правителя Италии. Осада продолжалась до лета 490 года, когда остготам удалось нанести Одоакру новое поражение в сражении на реке Адде.